# Novočerkasskaja
Novočerkasskaja (in russo:Новочеркасская) è una stazione della linea Pravoberežnaja, la linea 4 della metropolitana di San Pietroburgo. È stata inaugurata il 30 dicembre 1985.